# Changer tout ça
 (juillet 2017).
Si vous disposez d'ouvrages ou d'articles de référence ou si vous connaissez des sites web de qualité traitant du thème abordé ici, merci de compléter l'article en donnant les références utiles à sa vérifiabilité et en les liant à la section « Notes et références ».
Albums de Bernard Minet
Jolies Petites Filles
(1990) Il y avait
(1994)
Albums par Les Musclés
Les Musclés (1992)
(1992) Les Musclés (1993)
(1993)
Singles
1. Changer tout ça
Sortie : Octobre 1992
2. Petit tambour
Sortie : Février 1993
3. Laissez-les vivre
Sortie : Juin 1993
4. Tout l'amour du monde
Sortie : Septembre 1993

Changer tout ça est le second album studio du musicien, comédien et chanteur français Bernard Minet, sorti en 1992 chez AB Disques / BMG.

## Présentation
Dans cet album, Bernard Minet, qui s'est fait connaître avec le groupe Les Musclés et, également, comme acteur dans la sitcom Salut les Musclés, interprète, en plus de titres inédits, des génériques de série d'animation du Club Dorothée comme L'École des champions, Patlabor ou Ranma ½.
Cet opus est certifié double disque d'or pour 250 000 exemplaires vendus[réf. nécessaire] grâce au succès du titre éponyme Changer tout ça qui se classe no 10 du Top 50. 

### Le single éponyme
Cette "chanson humanitaire" sert de générique à l'émission de télévision caritative Des millions de copains présentée par Dorothée sur TF1. 
Les chœurs d'enfants de ce morceau sont enregistrés par les Petits chanteurs d'Asnières.
Entré dans le classement des singles en France du 12 octobre 1992, en 46e position, Changer tout ça en sort le 8 février 1993, après 19 semaines, en 33e position. Il atteint la 10e place, sa meilleure position durant 1 semaine.

## Liste des titres
Toutes les paroles sont écrites par Jean-François Porry, toute la musique est composée par Jean-François Porry, Gérard Salesses.
| No  | Titre                                                 | Durée |
| --- | ----------------------------------------------------- | ----- |
| 1.  | Changer tout ça (avec le Petits chanteurs d'Asnières) | 4:23  |
| 2.  | Les ennemis de la terre                               | 3:56  |
| 3.  | Laissez-les vivre                                     | 3:48  |
| 4.  | Ne pleure pas petite fille                            | 3:30  |
| 5.  | Dis-moi monsieur Bernard Minet                        | 4:07  |
| 6.  | Petit tambour                                         | 3:45  |
| 7.  | L'École des champions (Générique)                     | 3:14  |
| 8.  | Patlabor (Générique)                                  | 2:02  |
| 9.  | Ranma ½ (Générique)                                   | 2:56  |
| 10. | Tout l'amour du monde                                 | 3:59  |